# Райнщайн (замък)
Райнщайн (на немски: Burg Rheinstein) е средновековен замък в Германия, намиращ се близо до градчето Трехтингсхаузен, окръг Майнц-Бинген, провинция Рейнланд-Пфалц.

## История
Замъкът е построен от епископа на Майнц в периода 1316 – 1317 г. Разположен е на стратегическо място. Архитектурният стил на комплекса е в стила на романтизма.
През 1823 година принц Фридрих Вилхелм от Прусия придобива запазения замък и възстановява голяма част от постройките около него. Във възстановката се включват Дж. К. фон Ласакс, Фридрих Шинкел и Вилхелм Кун.
На 7 ноември 1975 г. оперният певец Херман Ечер купува замъка, за да защити този уникален комплекс срещу поглъщането от сектата на Харе Кришна. От 2002 година комплексът е под защитата на ЮНЕСКО.